# Liste historique des régions et pays par PIB
 (mars 2023).
Si vous disposez d'ouvrages ou d'articles de référence ou si vous connaissez des sites web de qualité traitant du thème abordé ici, merci de compléter l'article en donnant les références utiles à sa vérifiabilité et en les liant à la section « Notes et références ».
Cette page regroupe les régions et pays classés en fonction de leur produit intérieur brut, estimés en valeur nominale, en termes de parité de pouvoir d'achat (PPA), et ce en millions de dollars internationaux de 1990.
Dans certaines de ces listes, le terme pays correspond aux régions géographiques, peuple ou empire s'y référant et non le pays lui-même comme par exemple l'Allemagne, l'Italie, l'Inde qui jusqu'au XIXe siècle ne constituaient pas un ensemble national homogène . La plupart des informations ci-dessous sont basées sur les estimations historiques de Angus Maddison, ancien professeur à l'université de Groningue et assistant directeur du développement économique au sein de l'Organisation de coopération et de développement économiques ; son travail est référencé dans un ouvrage publié en novembre 2003 : The World Economy : Historical Statistics disponible en français sous le titre L'économie mondiale : statistiques historiques. 
Les estimations de Maddison s'étalent du Ier siècle apr. J.-C. jusqu'en 1998, et donnent également une approximation du poids économique des régions concernées par rapport à l'ensemble des régions les plus avancées de l'époque. Ces chiffres sont évidemment à comparer à l'évolution de la population mondiale à travers le temps, les grands évènements historiques et économiques et l'histoire des sciences et des techniques qui ont modelé le monde et permettent d'expliquer les chiffres avancés.
Bien que maintes fois critiqués, les travaux de Maddison ont reçu le soutien de l'OCDE et de nombreuses personnalités reconnues tel que l'économiste et journaliste britannique Evan Davis.

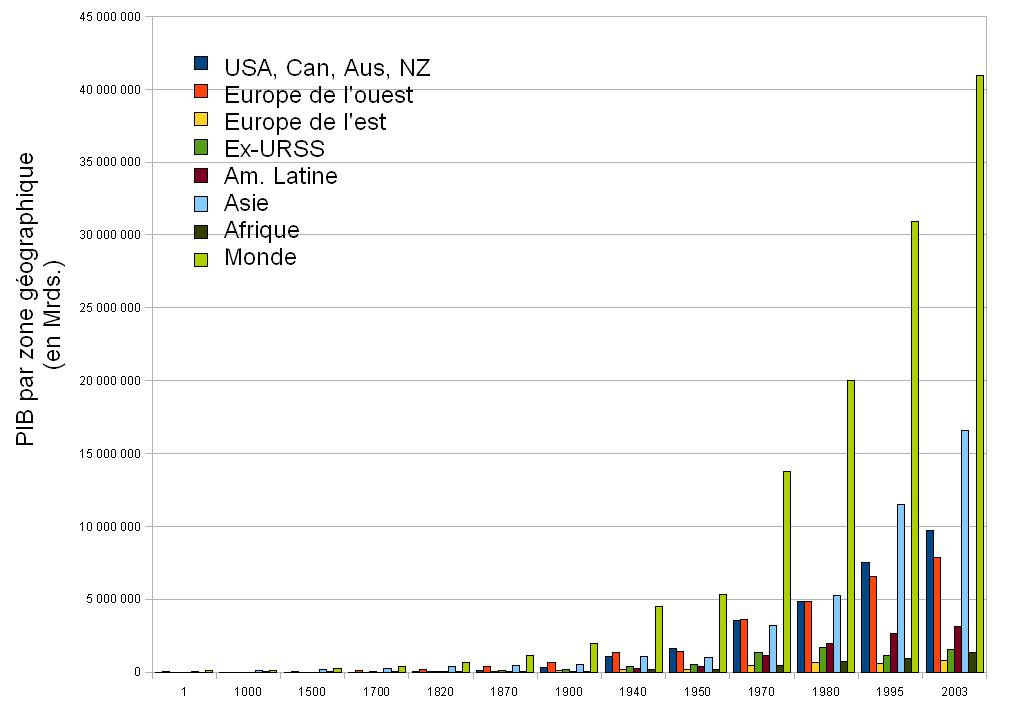
Évolution du PIB entre l'an 1 et 2003.

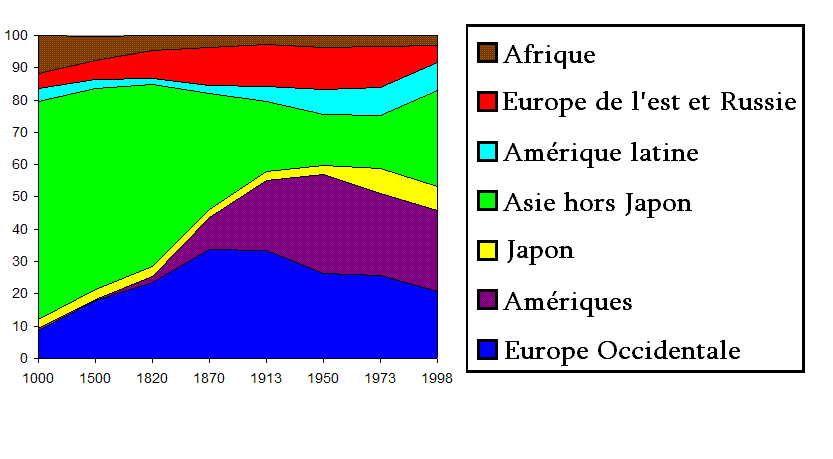
Représentation synthétique de l'évolution de la répartition du PIB mondial de l'an 1000 à l'an 1998.

## Iersiècle

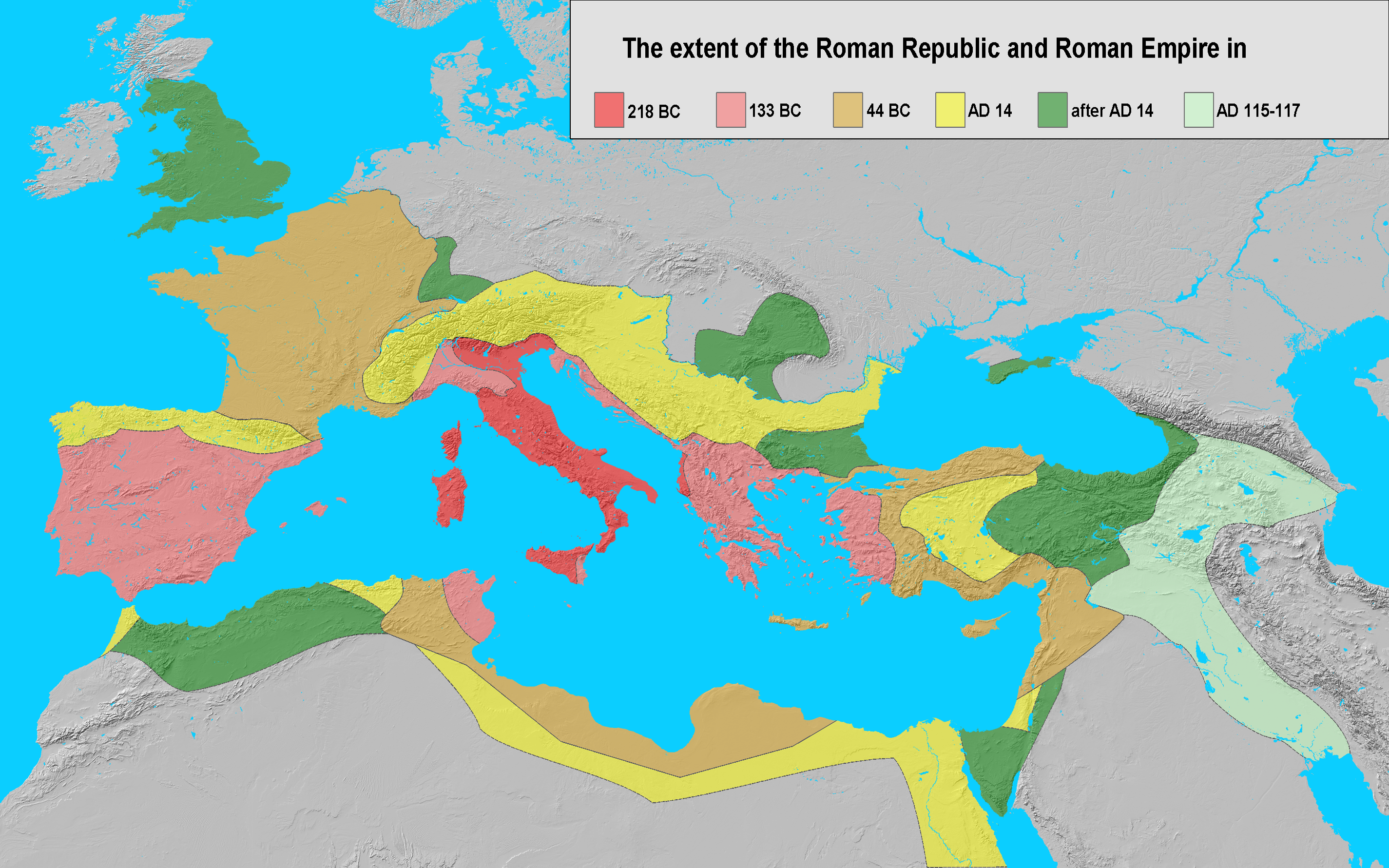
Évolution des territoires contrôlés par l'Empire romain jusqu'à sa chute en 476.

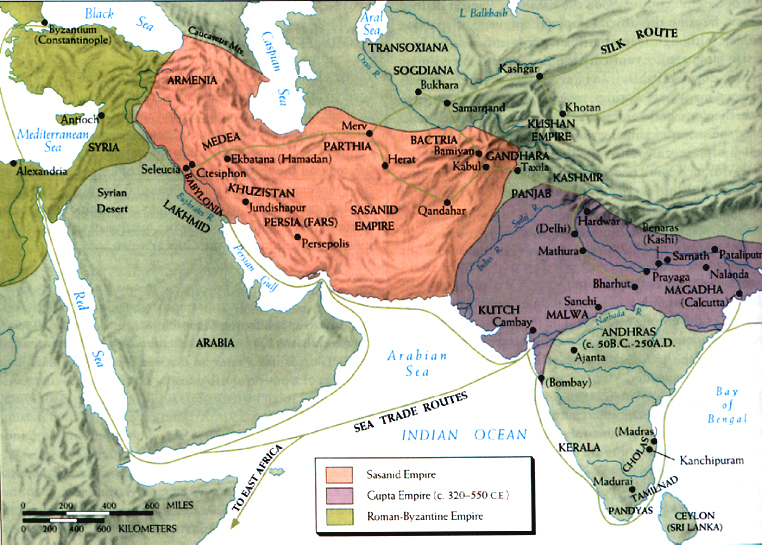
L'Empire sassanide et l'Empire gupta au

Au Ier siècle de notre ère, l'agriculture commence à se développer largement dans les zones peuplées, elle se diversifie et les périodes de famine diminuent, la majorité de la population est déjà  sédentaire. Au sein de l'Empire romain, la Pax Romana est instaurée et permet une période de calme relatif et de prospérité du commerce entre les différentes régions de l'Empire romain et les régions d'Orient et d'Afrique. Durant les siècles suivants, Rome accroît son espace de domination, puis finit par se scinder et par être envahi par les nations barbares. De nombreuses civilisations atteignent leur apogée au Ier millénaire : outre Rome, l'Empire byzantin, l'Empire abbasside, les Vikings, les Huns ou encore les Hans en Chine. Les sciences, les arts, les religions et les connaissances du monde se développent partout et les premières vagues d'échanges culturels apparaissent avec le développement de l'instruction et des langues « internationales » (Latin, Grec, Sanskrit ...). Cette période de prospérité, en Europe, dure jusqu'à la chute de l'Empire romain d'Occident et le début du Moyen Âge.
| Région / Pays                 | PIB (PPA) millions de dollars internationaux | Partage du PIB pourcentage (%) |
| Monde                         | 105 402                                      | 100                            |
| Inde                          | 33 750                                       | 32,9                           |
| Chine sous la dynastie Han    | 26 820                                       | 26,2                           |
| Empire romain                 | 22 000                                       | 21,5                           |
| Europe de l'Ouest             | 11 115                                       | 10,8                           |
| Asie du Sud-Est               | 10 120                                       | 9,9                            |
| Afrique                       | 8 030                                        | 7,8                            |
| Extrême-Orient                | 6 970                                        | 6,8                            |
| Amérique latine               | 2 240                                        | 2,2                            |
| Europe de l'Est               | 1 900                                        | 1,9                            |
| Japon                         | 1 200                                        | 1,2                            |
| Amérique du Nord et Australie | 468                                          | 0,5                            |

## 1000
Du Xe siècle au XIVe siècle, le monde occidental connaît une « longue période sombre » où s'étalent sporadiquement conflits, famines et maladies (la peste noire entraîna la mort de la moitié de la population européenne) qui empêchent les sociétés européennes de progresser. Les Croisades, la Reconquista, les guerres de religion essaiment la richesse des puissances européennes de l'époque. A contrario, les civilisations islamiques seldjoukides et ayyoubides se développent et assimilent, venues des civilisations chinoise et d'Asie centrale, des découvertes telles que le papier, les chiffres arabes, la boussole marine et les premières armes à feu. Avec elles fleurissent de nouveau découvertes et redécouvertes dans tous les domaines : médecine, arts, mathématiques, astronomie, sciences... Il faudra attendre la fin du Moyen Âge, les grandes découvertes maritimes et le début de la Renaissance pour que les occidentaux reconnaissent l'ampleur des découvertes arabes de cette époque. Le schisme de 1054 divise le monde chrétien entre Église catholique et Église orthodoxe. La Chine telle que nous la connaissons commence à s'unifier et l'Inde conserve sa puissance et sa richesse due à une agriculture développée et au commerce maritime avec ses riches voisins jusqu'à la fin des conquêtes musulmanes.

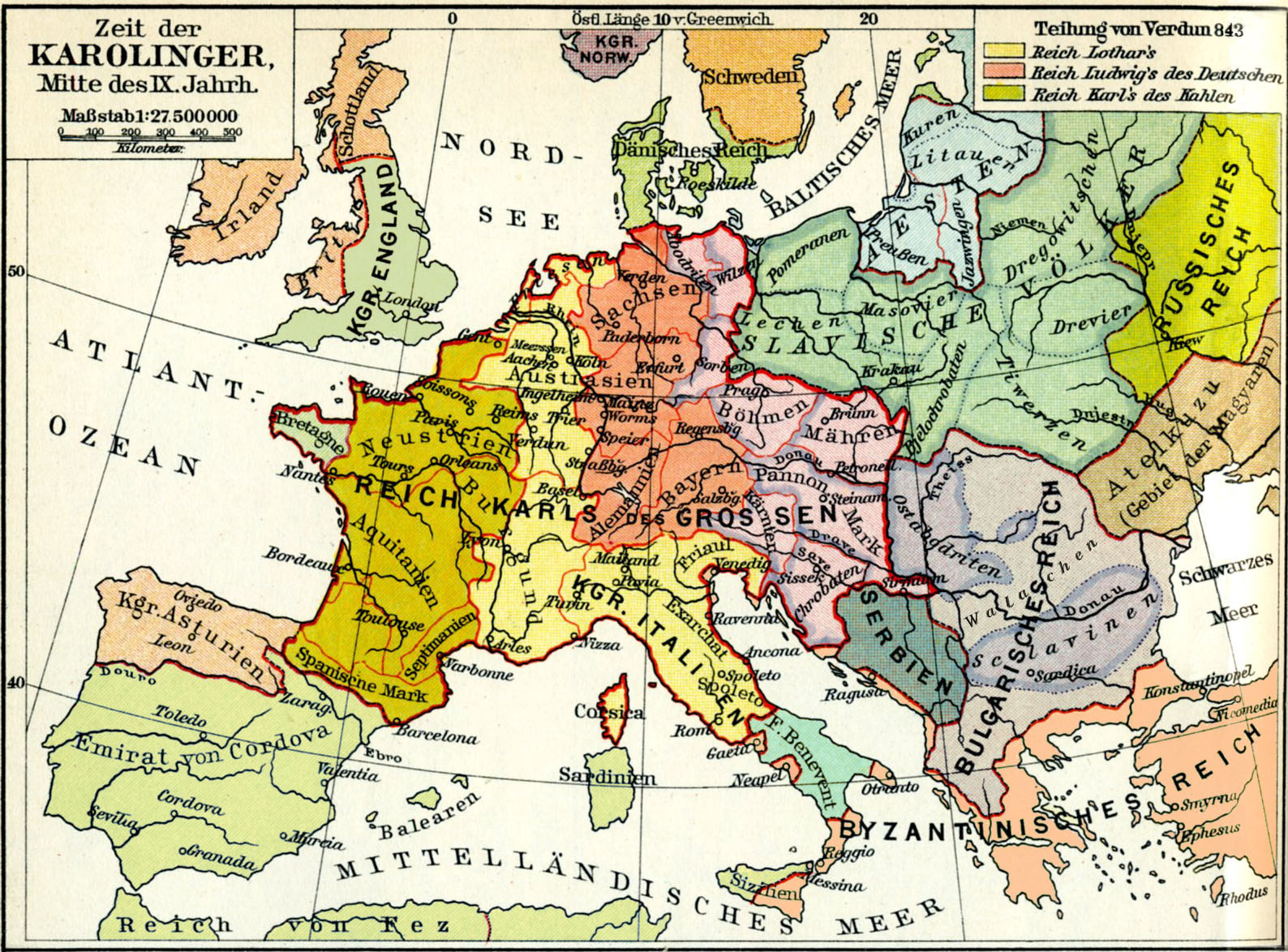
L'Europe lors du partage de Verdun, en 843.

| Région / Pays                 | PIB (PPA) millions de dollars internationaux | Partage du PIB pourcentage (%) |
| Monde                         | 120 379                                      | 100                            |
| Inde                          | 33 750                                       | 28,9                           |
| Chine sous la dynastie Song   | 26 550                                       | 22,7                           |
| Califats islamiques           | 21 640 ,                                     | 18,5                           |
| Afrique                       | 13 723                                       | 11,8                           |
| Proche-Orient                 | 12 415                                       | 10,6                           |
| Europe de l'Ouest             | 10 165                                       | 8,7                            |
| Extrême-Orient                | 6 215                                        | 6,8                            |
| Amérique latine               | 4 560                                        | 3,9                            |
| Japon                         | 3 188                                        | 2,7                            |
| Russie et Asie centrale       | 2 840                                        | 2,4                            |
| Pologne                       | 2 600                                        | 2,2                            |
| Amérique du Nord et Australie | 784                                          | 0,7                            |

## 1500
En 1492, pour trouver une nouvelle route de la soie, Christophe Colomb arrive en Amérique ; s'il n'est pas le premier Eurasiatique à y parvenir, il va être l'instigateur d'une nouvelle ère d'expansion ; c'est le début des Grandes découvertes. L'Empire colonial portugais et celui espagnol vont être les premiers à coloniser les terres vierges et celles habitées du « Nouveau Monde », de nouveaux produits alimentaires, des céréales, des épices, des fruits et des animaux vont être éparpillés en Europe ; mais c'est l'or, l'argent et les richesses minérales et métalliques de ces terres qui vont pousser toutes les nations européennes à créer leurs propres empires. Des explorateurs vont visiter l'Afrique et l'Océanie ; de nouvelles routes maritimes vont permettre au commerce maritime de se développer. Jouissant de leur supériorité militaire, les occidentaux vont commencer à étendre leur domination dans toutes les directions, brassant ainsi cultures et découvertes.

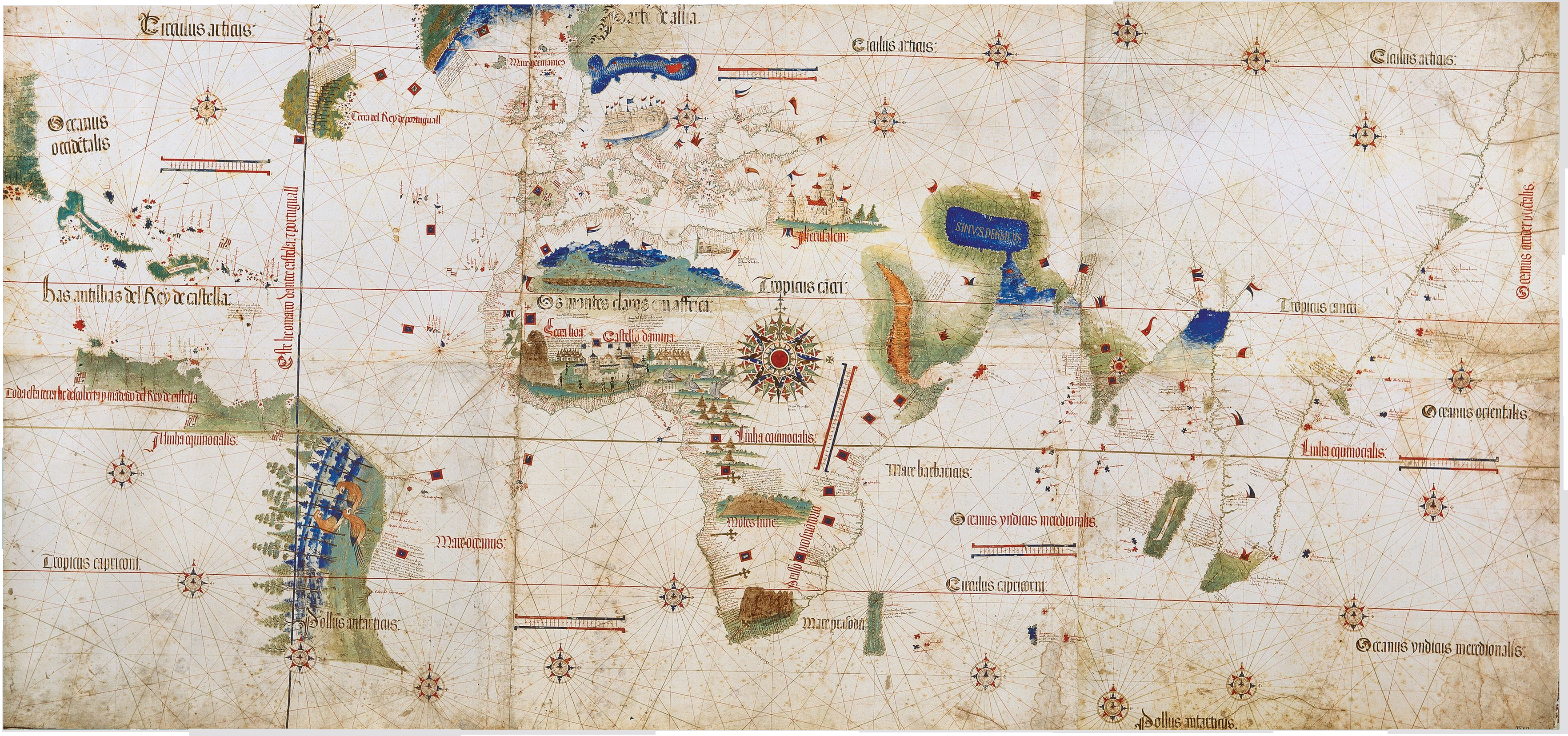
Planisphère du monde connu par les Européens en l'an 1500.

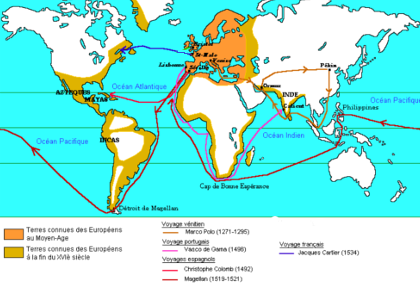
Les Grandes découvertes géographiques européennes conduisirent à la formation des empires coloniaux espagnol et portugais au et XVIe siècles.

| Région / Pays                        | PIB (PPA) millions de dollars internationaux | Partage du PIB pourcentage (%) |
| Monde                                | 248 445                                      | 100                            |
| Chine sous la dynastie Ming          | 61 800                                       | 24,9                           |
| Inde                                 | 60 500                                       | 24,5                           |
| Italie                               | 11 500                                       | 4,6                            |
| France                               | 10 912                                       | 4,4                            |
| Empire ottoman                       | 10 495                                       | 4,2                            |
| Russie et Asie centrale              | 8 458                                        | 3,4                            |
| Saint-Empire romain germanique       | 8 112                                        | 3,3                            |
| Japon                                | 7 700                                        | 3,1                            |
| Pologne–Lituanie                     | 6 237                                        | 2,5                            |
| Espagne                              | 4 495                                        | 1,9                            |
| Amérique du Sud et Amérique centrale | 4 100                                        | 1,7                            |
| Mexique                              | 3 188                                        | 1,3                            |
| Îles Britanniques                    | 2 815                                        | 1,1                            |
| Autriche                             | 1 414                                        | 0,6                            |
| Belgique                             | 1 225                                        | 0,5                            |
| États-Unis                           | 800                                          | 0,3                            |
| Pays-Bas                             | 723                                          | 0,3                            |
| Portugal                             | 606                                          | 0,3                            |
| Suisse                               | 482                                          | 0,2                            |

## 1600
La Renaissance européenne se poursuit à la suite de la Renaissance artistique qui prit sa source en Italie. Les empires coloniaux de la France et du Royaume-Uni commencent à poindre sur tous les continents, l'Empire ottoman atteint son extension maximale qui s'achève en 1529 par le siège de Vienne et l'Empire moghol prend le contrôle sur la multitude de royaumes en Inde, faisant durablement entrer l'islam dans la culture indienne. Le tsarat de Russie devient la plus grande nation de la planète et s'étend de la mer Baltique à la mer du Japon. Les Églises réformées et l'anglicanisme font apparaître un nouvel ordre religieux en Europe qui vont conduire à de nombreux massacres et conflits.
| Région / Pays                        | PIB (PPA) millions de dollars internationaux | Partage du PIB pourcentage (%) |
| Monde                                | 331 562                                      | 100                            |
| Chine sous la dynastie Ming          | 96 000                                       | 29,2                           |
| Inde                                 | 74 250                                       | 22,6                           |
| Extrême-Orient                       | 24 088                                       | 7,3                            |
| Afrique                              | 22 000                                       | 6,7                            |
| Empire espagnol                      | 20 789                                       | 6,3                            |
| France                               | 15 559                                       | 4,7                            |
| États italiens                       | 14 410                                       | 4.4                            |
| Empire ottoman                       | 12 637                                       | 3,8                            |
| Allemagne                            | 12 432                                       | 3,8                            |
| Russie et Asie centrale              | 11 447                                       | 3,5                            |
| Japon                                | 9 620                                        | 2,9                            |
| Pologne–Lituanie                     | 8 743                                        | 2,7                            |
| Espagne seule                        | 7 029                                        | 2,1                            |
| Îles Britanniques                    | 6 007                                        | 1,8                            |
| Amérique du Sud et Amérique centrale | 2 623                                        | 0,8                            |
| Autriche                             | 2 093                                        | 0,6                            |
| Pays-Bas                             | 2 072                                        | 0,6                            |

## 1700

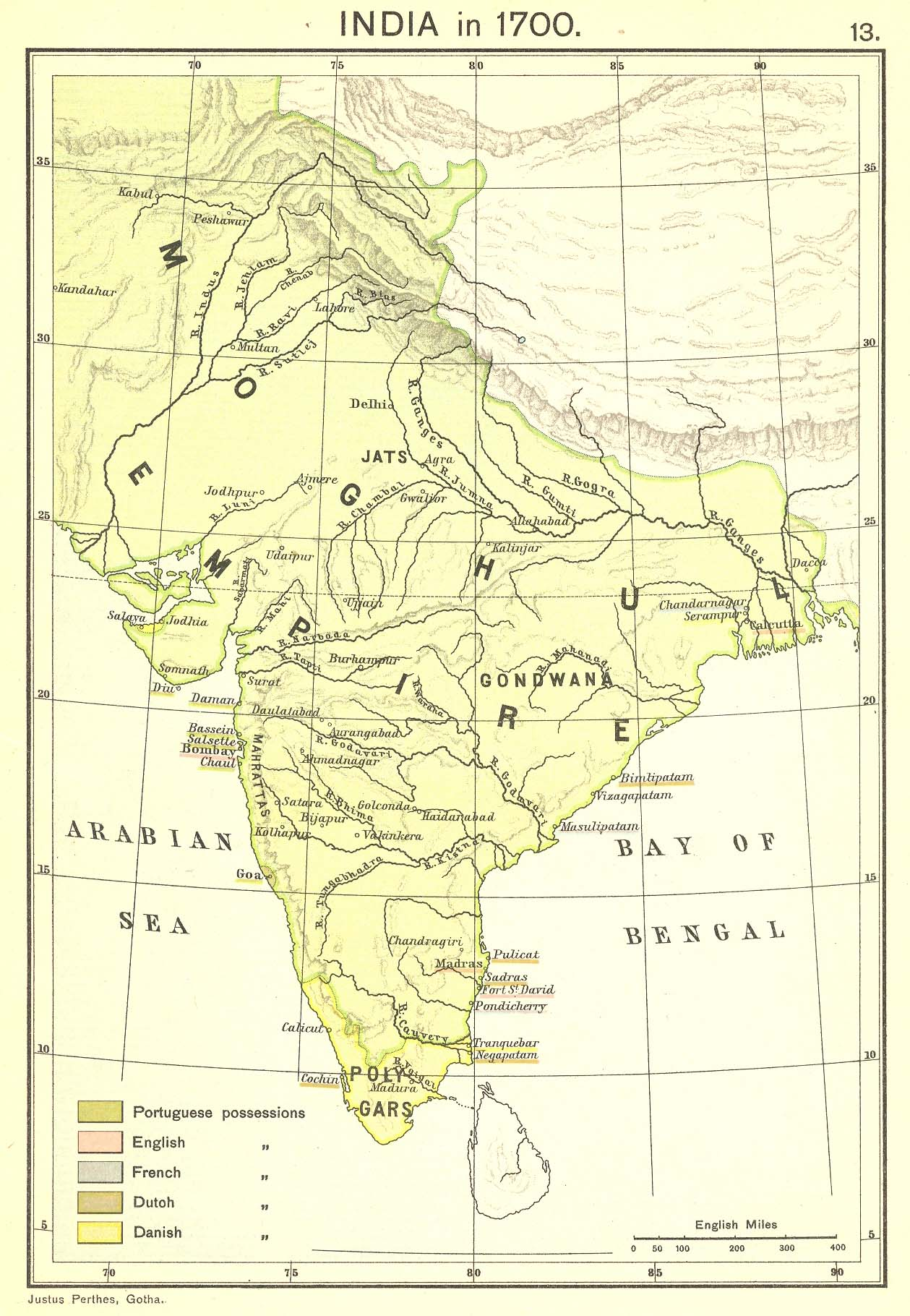
L'Empire moghol et les premiers comptoirs indiens.

Ce siècle fut aussi appelé  « siècle des lumières » du fait de l'importance des changements philosophiques et politiques en Europe ; c'est l'avènement de la démocratie, en Grande Bretagne, aux États-Unis avec la Révolution américaine et en France avec la Révolution française qui engendrèrent dans toute l'Europe de multiples contestations du pouvoir royaliste. Durant ce siècle se développe le commerce triangulaire qui aboutira à la lutte contre la domination britannique et l’esclavagisme par les américains. La musique classique et l'encyclopédie apparaissent, une première révolution agricole a lieu, poussée par les découvertes scientifiques et grâce à la domestication et l'utilisation de la vapeur et au développement de l'industrie charbonnière, les prémisses de la première révolution industrielle apparaissent en Grande-Bretagne.
| Région / Pays                        | PIB (PPA) millions de dollars internationaux | Partage du PIB pourcentage (%) |
| Monde                                | 371 369                                      | 100                            |
| Inde                                 | 90 750                                       | 24,4                           |
| Chine sous la dynastie Qing          | 82 800                                       | 22,3                           |
| Europe de l'Ouest                    | 82 072                                       | 22,1                           |
| Extrême-Orient                       | 28 276                                       | 7,6                            |
| Afrique                              | 24 400                                       | 6.6                            |
| France                               | 21 180                                       | 5,7                            |
| Russie et Asie centrale              | 16 222                                       | 4,4                            |
| Japon                                | 15 390                                       | 4,1                            |
| Italie                               | 14 630                                       | 3,9                            |
| Allemagne                            | 13 410                                       | 3,6                            |
| Moyen-Orient                         | 12 291                                       | 3,3                            |
| Îles Britanniques                    | 10 709                                       | 2,9                            |
| Pologne–Lituanie                     | 10 647                                       | 2,9                            |
| Espagne seule                        | 7 893                                        | 2,2                            |
| Pays-Bas                             | 4 009                                        | 1,1                            |
| Amérique du Sud et Amérique centrale | 3 813                                        | 1,0                            |

## 1820
On assiste au début de la première révolution industrielle avec la multiplication des machines à vapeur et des nouveaux secteurs industriels : textile, métallurgie, finance. Le Royaume-Uni puis le reste de l'Europe s'industrialisent rapidement, le développement technologique s'accélère à partir de cette époque et la prédominance de l'Occident sur le reste du monde sur de nombreux points (économique, scientifique et militaire) s'accroît en même temps que la souveraineté de leurs empires respectifs en Afrique.

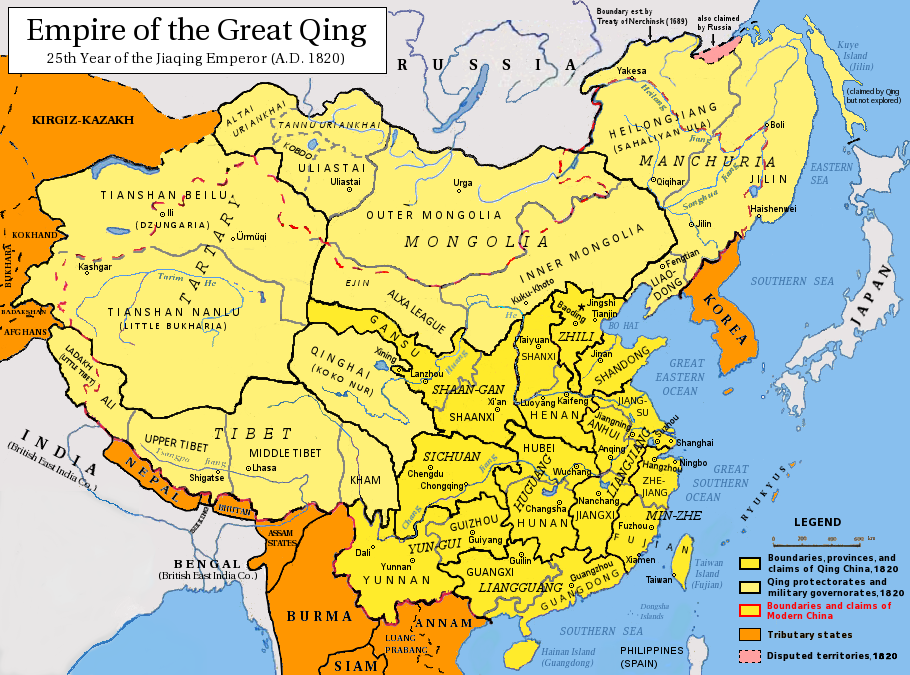
La Chine sous la dynastie Qing en 1820.

| Région / Pays                        | PIB (PPA) millions de dollars internationaux | Partage du PIB pourcentage (%) |
| Monde                                | 694 442                                      | 100                            |
| Chine sous la dynastie Qing          | 228 600                                      | 32,9                           |
| Inde                                 | 111 417                                      | 16,0                           |
| France                               | 38 434                                       | 5,5                            |
| Empire russe                         | 37 710                                       | 5,4                            |
| Extrême-Orient                       | 36 592                                       | 5,3                            |
| Royaume-Uni                          | 36 232                                       | 5,2                            |
| Afrique                              | 31 010                                       | 4.5                            |
| Allemagne                            | 26 349                                       | 3,8                            |
| Europe de l'Est                      | 23 149                                       | 3,3                            |
| Italie                               | 22 535                                       | 3,2                            |
| Japon                                | 20 739                                       | 3,0                            |
| Moyen-Orient                         | 18 549                                       | 2,7                            |
| Espagne                              | 12 975                                       | 1,9                            |
| États-Unis                           | 12 548                                       | 1,8                            |
| Amérique du Sud et Amérique centrale | 9 120                                        | 1,3                            |
| Mexique                              | 5 000                                        | 0,7                            |
| Pays-Bas                             | 4 288                                        | 0,6                            |

## 1870
Avec la deuxième révolution industrielle, de nouveaux progrès poussent encore toute la société vers l’avant, le pétrole, l'électricité, la chimie et la sidérurgie se développent en même temps que le chemin de fer, les débuts de l'automobile et de l'aviation. Les États-Unis achèvent de conquérir l'ouest et s'unifient sous une même bannière ; des émigrants arrivent de toute la planète, en quête de terres à cultiver, de richesses (ruée vers l'or) ou de liberté. L'industrialisation s'accélère dans les états du nord et sa richesse dépasse celle de la France ou de l’Empire russe aux prises avec des guerres en Europe et dans leurs colonies. De son côté, l'Empire britannique affirme encore davantage sa suprématie sur le monde et s'assure des matières premières dont lui et les nations européennes ont besoin pour développer leurs industries ; notamment en achevant de prendre le contrôle de l'Inde.

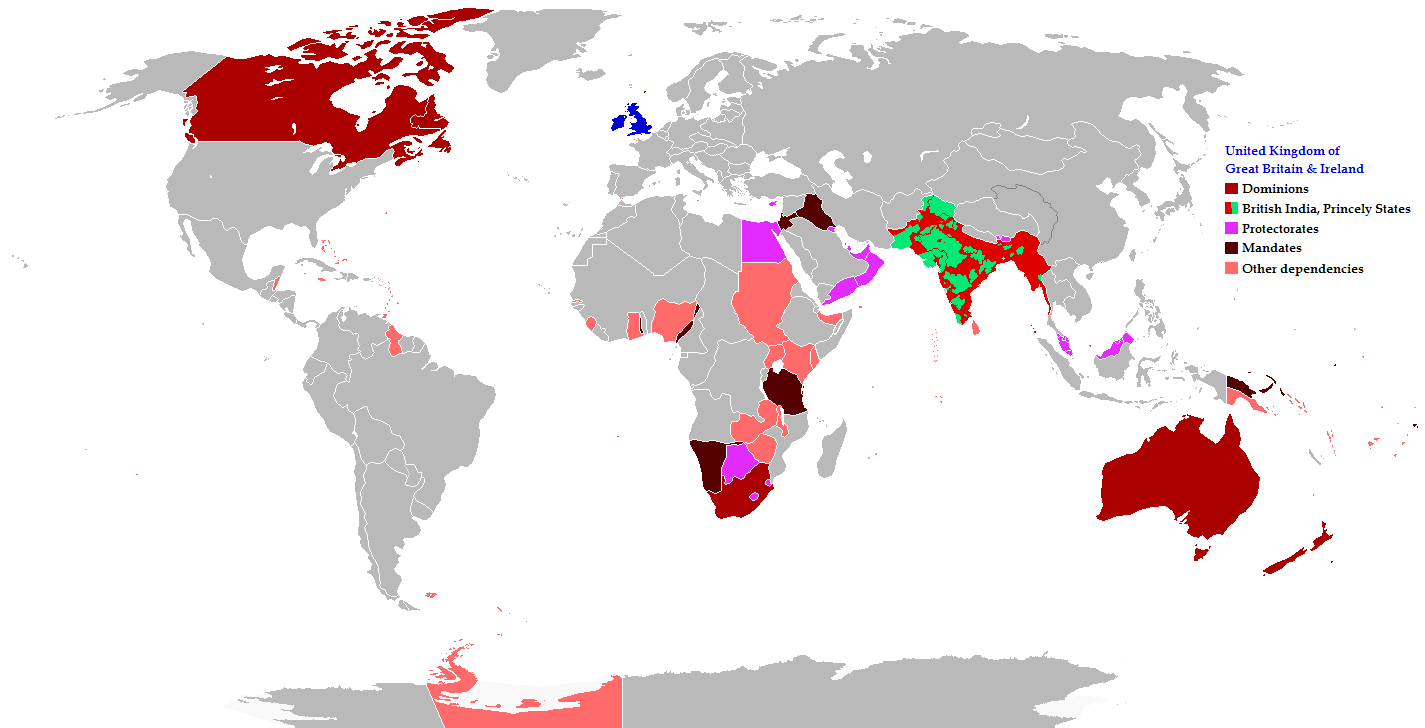
rightTerritoires faisant partie de l'Empire britannique en 1919.

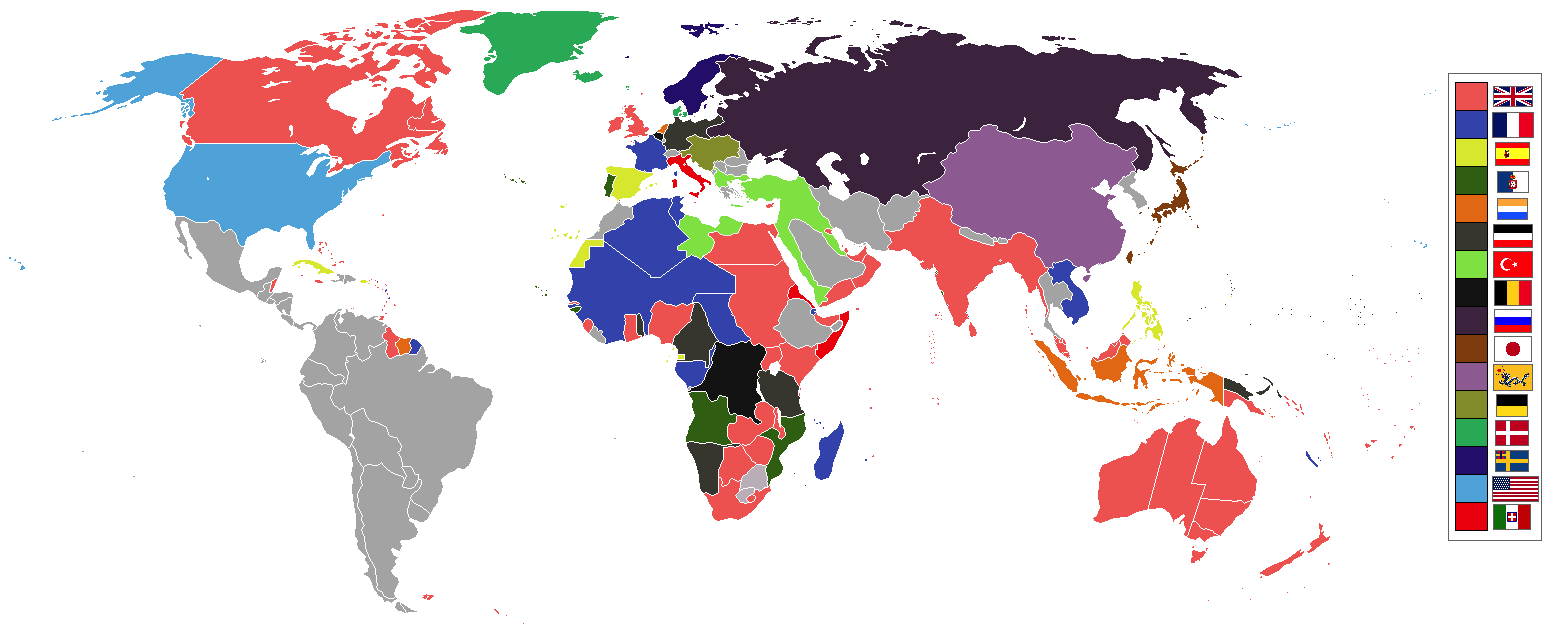
Les empires coloniaux à la fin du XIX.

| Région / Pays                        | PIB (PPA) millions de dollars internationaux | Partage du PIB pourcentage (%) |
| Monde                                | 1 101 369                                    | 100                            |
| Empire britannique                   | 265 000 ,                                    | 24,1                           |
| Chine sous la dynastie Qing          | 189 740                                      | 17,2                           |
| Inde                                 | 134 882                                      | 12,2                           |
| Royaume-Uni                          | 100 179                                      | 9,1                            |
| États-Unis                           | 98 374                                       | 8,9                            |
| Empire russe                         | 83 646                                       | 7,6                            |
| France (sans colonies)               | 72 100                                       | 6,5                            |
| Allemagne                            | 71 429                                       | 6,5                            |
| Extrême-Orient                       | 55 391                                       | 5,0                            |
| Europe de l'Est                      | 45 448                                       | 4,1                            |
| Italie                               | 41 814                                       | 3,8                            |
| Afrique                              | 40 172                                       | 3.6                            |
| Japon                                | 25 393                                       | 2,3                            |
| Amérique du Sud et Amérique centrale | 21 683                                       | 2,0                            |
| Moyen-Orient                         | 22 405                                       | 2,0                            |
| Espagne                              | 22 295                                       | 2,0                            |
| Canada et Australie                  | 13 781                                       | 1,3                            |
| Belgique                             | 13 746                                       | 1,2                            |
| Pays-Bas                             | 9 952                                        | 0,9                            |

## 1913
L'Europe est au faîte de sa domination avant la Première Guerre mondiale, Ses empires coloniaux s'étendent sur tous les continents, sa suprématie politique est incontestable. Ce que l'on appellera par la suite le complexe militaro-industriel se développe à grande vitesse à la suite d'une course aux armements, mais des rivaux apparaissent. Les États-Unis deviennent, au début du XXe siècle, la première puissance économique mondiale et le Fordisme multiplie la productivité de son industrie, tandis que l'empire du Japon se modernise à marche forcée pour éviter le sort de la dynastie Qing qui est, de facto, sous domination étrangère. L'aviation alors balbutiante va, avec la grande guerre, mûrir, la radiodiffusion fait son apparition, le téléphone se développe, la chimie est une industrie à part entière.
L'automobile devient une véritable industrie de masse, symbole de la productivité américaine incontrôlée qui aboutira à la crise de surproduction de 1929. Alors qu'en 1907, la France et les États-Unis produisaient environ 25 000 voitures, la Grande-Bretagne seulement 2 500 et que les deux-tiers des voitures exportées étaient françaises, le travail à la chaîne démultiplie la production. En 1914, 485 000 voitures dont 250 000 Ford T sont produites aux États-Unis contre 45 000 en France, 34 000 en Grande-Bretagne et 23 000 en Allemagne. 

L'Europe avant...

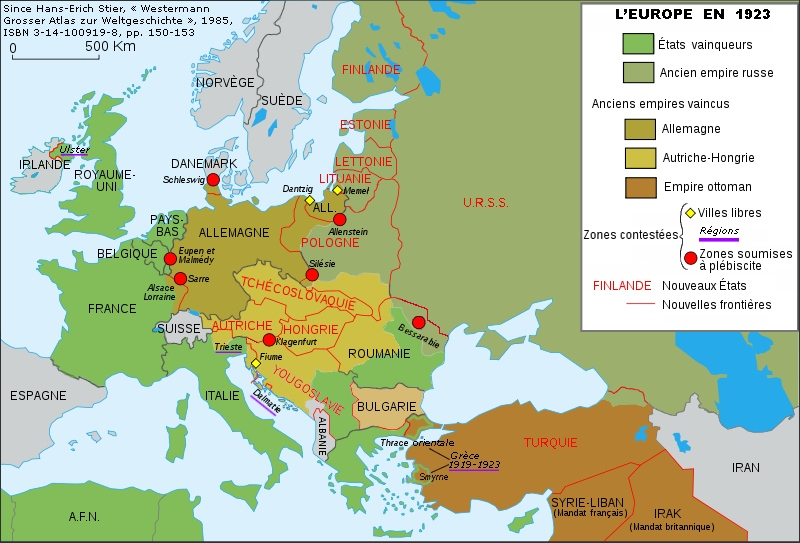
...et après la Première Guerre mondiale.

| Région / Pays                        | PIB (PPA) millions de dollars internationaux | Partage du PIB pourcentage (%) |
| Monde                                | 2 704 782                                    | 100                            |
| États-Unis                           | 550 383                                      | 20,3                           |
| Empire britannique                   | 547 000 ,                                    | 20,2                           |
| République de Chine                  | 241 344                                      | 8,9                            |
| Empire allemand                      | 237 332                                      | 8,8                            |
| Empire russe                         | 232 351                                      | 8,6                            |
| Royaume-Uni                          | 224 618                                      | 8,3                            |
| Inde                                 | 204 241                                      | 7,6                            |
| France (sans colonies)               | 144 489                                      | 5,3                            |
| Europe de l'Est                      | 121 559                                      | 4,5                            |
| Extrême-Orient                       | 120 462                                      | 4,5                            |
| Amérique du Sud et Amérique centrale | 95 760                                       | 3,5                            |
| Italie                               | 95 487                                       | 3,5                            |
| Afrique                              | 72 948                                       | 2,7                            |
| Japon                                | 71 653                                       | 2,6                            |
| Canada et Australie                  | 68 249                                       | 2,5                            |
| Espagne                              | 45 686                                       | 1,7                            |
| Moyen-Orient                         | 35 428                                       | 1,3                            |
| Belgique                             | 32 347                                       | 1,2                            |
| Mexique                              | 25 921                                       | 1,0                            |
| Pays-Bas                             | 24 955                                       | 0,9                            |

## 1950
Le monde après les deux guerres mondiales est bouleversé. La domination politique et économique de l'Europe s'est effondrée au profit des nouveaux grands vainqueurs, les États-Unis et l'URSS, Cette dernière, malgré sa puissance militaire et idéologique, sort de la guerre dans un état catastrophique ; tout comme l'Allemagne et le Japon, une grande partie de son territoire est ravagé, une importante partie de sa population, et de sa force de travail est morte durant le conflit ou subit la famine. Ainsi, elle ne rattrapera pas le monde occidental qui bénéficie de l’aide à la reconstruction américaine (notamment l'Allemagne et le Japon qui effaceront rapidement les traces du conflit, en échange de leur attachement idéologique et politique au camp occidental) et des Trente Glorieuses sur le plan économique. L'innovation technologique civile fait également de grands progrès et favorise les transports qui se développent, ainsi que l'industrie nucléaire et une nouvelle génération issue du « baby boom ».
La production de masse, dont les principes ont été développés dans l'avant-guerre, est appliquée à tous les domaines industriels, aux États-Unis et en Europe. L'Europe de l'Ouest va connaître sa plus longue période de croissance soutenue - Trente glorieuses en France, miracles économiques allemand et Italien. On peut réellement parler d'émergence de la société de consommation, avec les premiers supermarchés, les réfrigérateurs et ustensiles ménagers... Ainsi, d'objet de luxe prestigieux, la voiture particulière se répand parmi les classes moyennes, puis les classes ouvrières, jusqu'à être considérée comme une nécessité banale. 

Les États-Unis sortirent grands vainqueurs de la guerre tandis que l'Allemagne fut divisée par la conférence de Yalta.

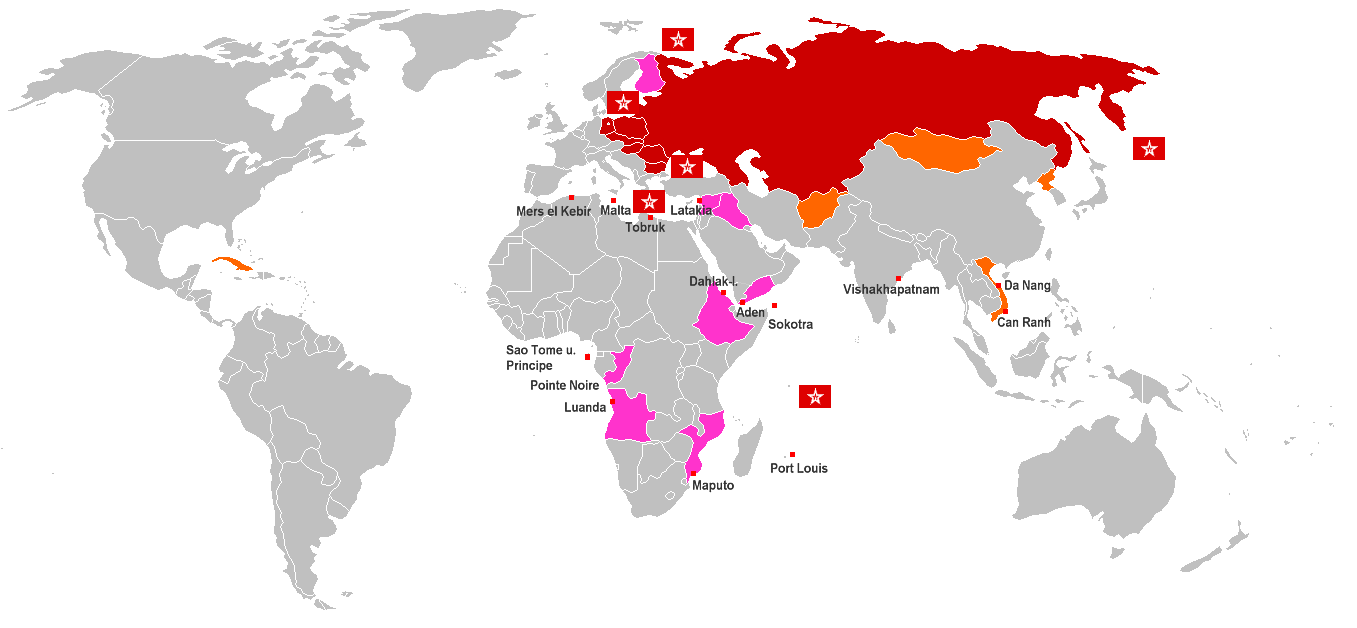
L'Union soviétique acquis une puissance internationale, ici, étendant sa domination militaire.

| Région / Pays                        | PIB (PPA) millions de dollars internationaux | Partage du PIB pourcentage (%) |
| Monde                                | 5 336 101                                    | 100                            |
| États-Unis                           | 1 455 916                                    | 27,1                           |
| Union soviétique                     | 510 243                                      | 9,6                            |
| Amérique du Sud et Amérique centrale | 356 188                                      | 6,7                            |
| Royaume-Uni                          | 347 850                                      | 6,5                            |
| Allemagne                            | 265 354                                      | 5,0                            |
| Extrême-Orient                       | 252 166                                      | 4,7                            |
| République populaire de Chine        | 239 903                                      | 4,5                            |
| Inde                                 | 222 222                                      | 4,2                            |
| France                               | 220 492                                      | 4,1                            |
| Afrique                              | 194 569                                      | 3,6                            |
| Europe de l'Est                      | 185 023                                      | 3,5                            |
| Canada et Australie                  | 179 574                                      | 3,4                            |
| Italie                               | 164 957                                      | 3,1                            |
| Japon                                | 160 966                                      | 3,0                            |
| Extrême-Orient                       | 110 412                                      | 2,1                            |
| Espagne                              | 66 792                                       | 1,3                            |
| Mexique                              | 67 368                                       | 1,3                            |
| Pays-Bas                             | 60 642                                       | 1,1                            |

## 1973
Dans les pays développés, le secteur tertiaire devient le plus important en nombre d’actifs occupés. La population mondiale continue d'augmenter, mais cette fois majoritairement dans les pays en développement. Cette croissance n'engendre cependant pas de famines chroniques, grâce à la révolution verte, la hausse des rendements agricoles et la hausse de productivité permise par la mécanisation agricole ; on observe une disparition temporaire des grandes famines dans les États les moins développés. Le Tiers-Monde a connu une forte croissance démographique mais également une croissance comparable de sa production ; quelques États comme la Côte-d'Ivoire ont connu une véritable croissance industrielle à la faveur de termes de l'échange favorables pour les producteurs de matières premières. Les Quatre dragons asiatiques s'industrialisent à grande vitesse et commencent à concurrencer à partir des années 1970 l'industrie occidentale au-delà du textile ou des produits à faible valeur ajoutée. D'un autre côté, l'industrie européenne et nord-américaine commence à décliner à la suite des chocs pétroliers de 1973 et 1979 et de la fin de la période d'expansion économique d'après-guerre ; c'est la fin des « trente Glorieuses ».
Dans un cadre de guerre froide, la compétition entre le capitalisme et le communisme, incarnés respectivement par les États-Unis et l'URSS,  se poursuit dans la sphère économique. L'Union soviétique, absolument ravagée par la Seconde Guerre Mondiale, revient de très loin ;cependant, après la période de reconstruction et développement frénétique de l'industrie lourde dans les années 1950, la croissance en URSS est en perte de vitesse. Le décalage entre les deux géants, qui s'est amenuisé pendant vingt ans, ne fera plus que s'approfondir lorsque les États-Unis connaissent l'essor des NTIC, la financiarisation de l'économie, et profitent de la mondialisation en germe pour augmenter leurs échanges commerciaux. L'URSS ne parviendra jamais réellement à prendre le "virage" de la production de biens de consommation.    

L'importance de la taille des pays non-alignés avec les deux superpuissances s'étendit à partir de 1956 et regroupe aujourd'hui près de 55 % de la population mondiale.

Partition idéologique du monde en divers blocs en 1959.
Pays membres de l'OTAN
Autres pays alliés des États-Unis
Pays colonisés
Pays membres du pacte de Varsovie
Autres pays alliés de l’URSS
Pays non-alignés

| Région / Pays                        | PIB (PPA) millions de dollars internationaux | Partage du PIB pourcentage (%) |
| Monde                                | 16 059 180                                   | 100                            |
| États-Unis                           | 3 536 622                                    | 22,0                           |
| Extrême-Orient                       | 2 166 225                                    | 13,5                           |
| Union soviétique                     | 1 513 070                                    | 9,4                            |
| Japon                                | 1 242 932                                    | 7,7                            |
| Amérique du Sud et Amérique centrale | 1 118 398                                    | 7,0                            |
| Allemagne                            | 944 755                                      | 5,9                            |
| Moyen-Orient                         | 932 968                                      | 5,1                            |
| République populaire de Chine        | 740 048                                      | 4,6                            |
| France                               | 683 965                                      | 4,3                            |
| Royaume-Uni                          | 675 941                                      | 4,2                            |
| Italie                               | 582 713                                      | 3,6                            |
| Europe de l'Est                      | 550 757                                      | 3,4                            |
| Afrique                              | 529 185                                      | 3.3                            |
| Canada et Australie                  | 521 667                                      | 3,2                            |
| Inde                                 | 494 832                                      | 3,1                            |
| Espagne                              | 304 220                                      | 1,9                            |
| Mexique                              | 279 302                                      | 1,7                            |
| Brésil                               | 239 178                                      | 1,5                            |
| Pays-Bas                             | 175 791                                      | 1,1                            |

## 1998
L'électronique et l'informatique deviennent le symbole d'une économie moderne. Les nouveaux pays industrialisés sont devenus les usines du monde et leur taux de croissance est plusieurs fois supérieur à celle d'une Europe qui voit son industrie manufacturière en recul constant. Les États-Unis maintiennent leur statut de première puissance économique mais la Chine commence à devenir une nation sur laquelle il faut compter.
Durant les années 1990, le Japon connait un certain marasme économique, qui contraste avec sa croissance jusque-là spectaculaire ; l'Europe connait une période de faible croissance, tandis que les États-Unis profitent pleinement de l'essor des NTIC. Une euphorie excessive aboutira d'ailleurs à l'éclatement de la bulle internet en 2000. Première décennie depuis la seconde guerre mondiale où l'écart de développement entre Europe Occidentale et États-Unis s'agrandit. 

Le monde en 2005.

| Région / Pays                        | PIB (PPA) millions de dollars internationaux | Partage du PIB pourcentage (%) |
| Monde                                | 33 725 635                                   | 100                            |
| États-Unis                           | 7 394 598                                    | 21,9                           |
| Chine                                | 3 873 352                                    | 11,5                           |
| Extrême-Orient                       | 3 140 603                                    | 9,3                            |
| Japon                                | 2 581 576                                    | 7,7                            |
| Amérique du Sud et Amérique centrale | 2 085 700                                    | 6,8                            |
| Inde                                 | 1 702 712                                    | 5,0                            |
| Allemagne                            | 1 460 069                                    | 4,3                            |
| Afrique                              | 1 239 408                                    | 4,1                            |
| France                               | 1 150 080                                    | 3,4                            |
| Royaume-Uni                          | 1 108 568                                    | 3,3                            |
| Italie                               | 1 022 776                                    | 3,0                            |
| Brésil                               | 973 178                                      | 2,2                            |
| Europe de l'Est                      | 660 861                                      | 2,0                            |
| Mexique                              | 655 910                                      | 1,9                            |
| Espagne                              | 560 138                                      | 1,7                            |
| Pays-Bas                             | 317 517                                      | 0,9                            |

## 2010
L'explosion des échanges grâce à la mondialisation a pleinement profité à l'économie mondiale, dont le PIB a doublé entre 1998 et 2010, malgré la crise affaiblissant actuellement les pays anciennement développés. Le développement d'internet et de l'immense économie de service qui est liée, ainsi que la hausse de la productivité sont à l'origine de cette croissance spectaculaire, qui doit beaucoup à la montée en puissance de géants démographiques tels que l'Inde, la Chine ou le Brésil.
| Région / Pays | PIB (PPA) millions de dollars internationaux | Partage du PIB pourcentage (%) |
| Monde         | 74 004 249                                   | 100                            |
| États-Unis    | 14 624 184                                   | 19,8                           |
| Chine         | 10 084 369                                   | 13,6                           |
| Japon         | 4 308 627                                    | 5,8                            |
| Inde          | 4 001 103                                    | 5,4                            |
| Allemagne     | 2 932 036                                    | 4,0                            |
| Russie        | 2 218 764                                    | 3,0                            |
| Brésil        | 2 181 677                                    | 2,9                            |
| Royaume-Uni   | 2 181 069                                    | 2,9                            |
| France        | 2 146 283                                    | 2,9                            |
| Italie        | 1 771 140                                    | 2,4                            |

## Constats de long terme
Deux phénomènes distincts : lent rééquilibrage des puissances, et faiblesse relative de la croissance pendant des millénaires.
On peut constater d'une part que la croissance économique quantifiable d'une année sur l'autre est un phénomène très récent à l'échelle de l'histoire de l'humanité. Ainsi de l'an 1 à l'an 1000, le PIB mondial connait une croissance nominale de 10 % - en un millénaire - pour autant dire, nulle : le déclin du monde méditerranéen d'un côté du globe fait pendant à un essor mesuré de l'Asie. Les périodes de croissances sont compensées par des périodes de déclin ; sur le très long terme, on n'enregistre donc pas de variation notable de la richesse globale.
De l'an 1000 à l'an 1500, le PIB mondial double une première fois (phénomène moins continu qu'il n'y parait, car l'Europe a été ravagée par les guerres et des épidémies, qui ont balayé les fruits de périodes pacifiques de lente croissance). De l'an 1500 à l'an 1600, le PIB mondial enregistre une croissance de 50 % : la croissance s'est déjà considérablement accélérée, pas tant grâce à la découverte de l'Amérique - on peut oser l'affirmer - que par croissance interne des États européens, et surtout de la Chine de la dynastie Ming et de l'Inde qui constituent encore les deux poids lourds de l'économie mondiale. De l'an 1600 à 1700, faible croissance mondiale, mais essor des États européens.
De 1700 à 1820, la taille de l'économie mondiale fait un peu moins que doubler ; ce qui représente une croissance moyenne inférieure à 1 % par an, croissance largement dépassée au niveau mondial lors de la crise économique de 2008. Notez que la Chine est toujours la première économie mondiale, et de très loin. L'Inde qui l'a longtemps égalée aligne un PIB deux fois inférieur. De 1820 à 1870, nouveau quasi-doublement de l'économie mondiale, qui profite cette fois-ci essentiellement aux puissances occidentales. Diminution du PIB de la Chine. De 1870 à 1913, l'économie mondiale double largement, et l'on note un développement considérable des États américains, dont les États-Unis, première puissance économique mondiale.
De 1913 à 1950, malgré deux guerres mondiales, le PIB mondial a à nouveau doublé. Les États-Unis culminent quant à leur poids relatif dans l'économie mondiale : un quart du PIB mondial. L'Asie stagne. De 1950 à 1973, triplement du PIB mondial. Doublement de 1973 à 1998. Re-doublement de 1998 à 2010.
En résumé, pour ce qui est de l'accélération de la croissance sur le long terme, à partir de l'an 1, on a observé un doublement du PIB mondial en :
- 1000-1500 : 500 ans
- 1500-1700 : 200 ans
- 1700-1820 : 120 ans
- 1820-1870 : 50 ans
- 1870-1913 : 43 ans
- 1913-1950 : 37 ans
- 1950-1973 : 23 ans
- 1973-1998 : 25 ans
- 1998-2010 : 12 ans